# خاندان کیانی
خاندان کیانی، خاندانی سیستانی که مدت‌ها بر سیستان و دره هلمند حکومت می‌کرد و در اوائل قرن ۱۸ میلادی از قدرت ساقط گردید. اعضای این خاندان خود را از اعقاب کیانیان می‌دانستند.

## حکومت خاندان کیانی
در طول تاریخ دو طبقه از خاندان کیانی بر سیستان حکمرانی کردند: طبقه اول سلسله صفاریان، توسط یعقوب لیث و برادرانش که پیشه رویگری (صفاری) داشتند، بنیان گذاشته شد. آخرین حکمران این سلسله، امیر خلف بن احمد بود که در سال ۳۹۳ هجری قمری توسط سلطان محمود غزنوی از حکمرانی خلع شد. طبقه دوم، که به ملوک نیمروز معروف هستند، پس از یک دوره فترت شصت ساله زمام حکومت سیستان را در دست گرفتند و با پیوستن به سلاجقه جلال و عظمت خود را تجدید کردند. ملوک نیمروز خود منشعب به دو سلسله بودند: «ملوک نصری»، که تا حمله مغول در سیستان حکمرانی می‌کردند و «ملوک مهربانی» که حکومت آنان تا عصر صفویه به طول انجامید.

## پایان حکومت خاندان کیانی
در هنگام حمله افغان ، ملک محمود  حاکم کیانی سیستان، توانست با افغان‌ها به مصالحه برسد و حتی قلمروی خود را تا خراسان گسترش دهد. اما سرانجام به دست نادرشاه مقتول شد و حکومت سیستان به یکی از منسوبانش به نام ملک حسن رسید. پس از مرگ نادر و عادل شاه، سیستان و بعضی نواحی دیگر به دست احمدشاه درانی افتاد. در این زمان حکومت سیستان در دست سلیمان خان کیانی بود که تحت اوامر احمدشاه قلمروی خود را اداره می‌کرد و دختر خود را به همسری پادشاه افغانستان درآورده بود. در زمان شاه‌محمود درانی، ملک بهرام کیانی حاکم سیستان بود و او دختر خود را به کامران میرزا پسر محمود شاه داد. ملک بهرام در اواخر عمر، توسط مخالفین داخلی از سیستان رانده شد. پس از مرگ او، پسرش ملک جلال‌الدین به کمک کامران میرزا باردیگر حکومت سیستان را در دست گرفت. ولی پس از کامران میرزا، مخالفین دوباره سربرافراشتند و جلال‌الدین را مغلوب و از سیستان بیرون کردند. با این کار به حکومت سلسله کیانی پایان داده شد و قلمرو آنان بین محمدرضاخان سرابندی و هاشم خان شهرکی تقسیم گشت.

## در دیگر نقاط
از عصر صفوی شاخه‌ای از خاندان کیانی در گیلان و مازندران گسترش یافت. نیای این شاخه، ملک عبدالعزیز، از ملوک کیانی بود که به دستور شاه صفوی به حکومت مازندران منصوب شد. او پس از مدتی به گیلان رفت و در نزدیک لاهیجان باغ‌هایی احداث کرد و نام آن را به یاد زادگاه خود «سیستان» گذاشت. در اعصار بعدی چندین نفر از نوادگان او به حکومت لاهیجان رسیدند. معروفترین نواده او، محمدعلی‌خان امین دیوان لاهیجی (صفاری) است که در عصر خود از بزرگ‌ترین مالکین گیلان به‌شمار می‌آمد و از طرف ناصرالدین شاه به لقب «خانی» و دریافت شمشیر و کمربند مرصع نائل شده بود. طایفه کیارسی از لرهای بزرگ یا بختیاری از تبار کیانیان بوده و با گذشت زمان به اتحاد لرها درآمدند. امین دیوان جد اعلای خاندان صفاری لاهیجان است. محمدعلی صفاری (۱۲۷۷–۱۳۶۶) شهردار تهران و رئیس شهربانی کل کشور، نوه او بود.
امروزه برخی از بازماندگان این خاندان به همراه دیگر طوایف سیستانی به استان گلستان امروزی هجرت کرده‌اند.
نوادگان این خاندان در استان‌های سیستان و بلوچستان و گلستان، ولایت نیمروز افغانستان نیز ساکن هستند.

## رسم و رسوم
خاندان کیانی در طول تاریخ تا آخرین روزهای حیاتشان جز با خودشان یا سلاطین وصلت نمی‌کردند و بازماندگان آن‌ها در پاکستان هنوز هم به این شیوه عمل می‌کنند.در سیستان با طبقه امرای سیستان موسوم به میران سیستان وصلت‌های زیادی داشتند از جمله ملک شاه حسین سیستانی (کیانی) نویسنده احیاالملوک خود از سوی مادر از طایفه میران کلانتر سیستان بود.
در سیستان کلانتران با پیشوندهای میر، خواجه و ارباب خطاب می‌شدند همچون میرمحمد، خواجه محمد و   ارباب سعید و...